# Fall Guys
Fall Guys (conocido anteriormente como Fall Guys: Ultimate Knockout) es un videojuego de plataformas y battle royale gratuito desarrollado por Mediatonic. En el videojuego participan hasta 32 jugadores que controlan criaturas parecidas a frijoles y compiten entre sí en una serie de minijuegos seleccionados al azar, como carreras de obstáculos o fútbol en equipo. Los jugadores son eliminados a medida que avanzan las rondas hasta que, finalmente, el último jugador restante es coronado como ganador. El videojuego se inspira en programas de concursos como Fūun! Takeshi Jō, It's a Knockout, Wipeout y juegos de patio como la persecución y el bulldog inglés.
El videojuego fue publicado por Devolver Digital para PlayStation 4 y Windows el 4 de agosto de 2020. Tras la adquisición de Mediatonic, los derechos de publicación se transfirieron a Epic Games. Posteriormente, el videojuego pasó a ser gratuito el 21 de junio de 2022 y fue lanzado en plataformas adicionales, incluidas Nintendo Switch, PlayStation 5, Xbox One y Xbox Series X/S, con soporte completo de juego cruzado multiplataforma entre todas las plataformas. Como parte de la transición, el videojuego adaptó un sistema de pase de batalla estacional para su monetización ofreciendo personalizaciones de avatar a los jugadores. Mediatonic desarrolló una versión para Android y iOS que fue lanzada el 16 de agosto de 2024 de manera mundial para Android y para países de la Unión Europea en iOS, el juego puede ser adquirido de manera gratuita por medio de la tienda Epic Games Store
Fall Guys recibió críticas positivas de los críticos por su jugabilidad caótica y apariencia visual. El videojuego fue un éxito comercial, vendió más de 10 millones de copias y atrajo a más de 50 millones de jugadores después de que el videojuego fuera gratuito. Desde el lanzamiento, Mediatonic ha lanzado numerosas actualizaciones para el videojuego.

## Jugabilidad
Es un juego que hasta 32 jugadores pueden competir en partidas similares a un  Battle Royale. Los jugadores, representados como frijolitos vivas con brazos y piernas, se mueven por un campo de juego tridimensional, con movimientos adicionales como saltar, agarrar/trepar o zambullirse para ayudar en el juego. El objetivo es calificar para las rondas posteriores completando con éxito cada uno de los minijuegos seleccionados al azar. Ciertos minijuegos implican correr hacia una línea de meta al final del mapa, mientras que otros agregan elementos de trabajo en equipo. En cada minijuego aparecen obstáculos alrededor del mapa para mayor complejidad. Los jugadores que son demasiado lentos o que no cumplen con ciertos requisitos para un minijuego son eliminados. En la ronda final, los pocos jugadores restantes compiten en una ronda final con un minijuego aleatorio diseñado para un grupo más pequeño de jugadores. El ganador de la partida es el último jugador en pie. Cada unos meses, se hace una temporada que puedes avanzar consiguiendo "Fama" que se consigue jugando o completando misiones (son aproximadamente 5 al día). Hay un pase que se consigue con alubiones, cada recompensa puede ser gratuita o exclusivo para el pase, te dan ropa, elogios, alubiones, etc.
Consiguiendo coronas, avanzarás en el camino de coronas que es similar al pase pero se avanza con coronas en vez de fama. (el camino de coronas no se reinicia)
Usando una moneda del juego, "Elogios", los jugadores pueden comprar objetos y gestos para que su personaje los lleve puestos/utilicen en el juego.  Los jugadores obtienen elogios al subir niveles en el pase de batalla y completar desafíos. La moneda premium del juego "alubiones" se puede conseguir pagando o en el pase de fama, y se utiliza para comprar cosméticos mejores o el pase de fama. Además, completando algunos desafíos, en el pase de fama, o ganando partidas, los jugadores pueden conseguir fragmentos de corona. si juntan 60 de estos lograran conseguir una corona, la cual sirve para aumentar el rango de corona para conseguir cosméticos exclusivos. El pase de fama sube de nivel cuando conseguimos fama completando desafíos y jugando partidas. algunos disfracez vienen de otras franquicias o juegos, como Gordon Freeman de la serie Half-Life o Jacket de Hotline Miami.  El juego admite microtransacciones para la compra de monedas adicionales en el juego.

## Desarrollo y lanzamiento
La concepción de Fall Guys: Ultimate Knockout comenzó cuando Mediatonic estaba discutiendo otro proyecto en enero de 2018. Un miembro, el diseñador principal Joe Walsh, hizo un comentario desechable que le recordaba a programas de juegos como Takeshi's Castle y Total Wipeout. Se inspiró en esa inspiración para crear un documento de presentación de lo que se convertiría en Fall Guys: Ultimate Knockout.  Originalmente titulado Fools 'Gauntlet, el lanzamiento de Walsh presentaba a 100 jugadores que competían en un battle royale compuesta de desafíos físicos. El director creativo Jeff Tanton, aunque inicialmente se mostró escéptico de que la creación de otro juego de Battle Royale fuera exitoso, se convenció rápidamente del potencial del juego y envió el discurso de Walsh a los fundadores de Mediatonic.
Tanton y Walsh luego comenzaron a trabajar en una plataforma de lanzamiento para el juego. Para la plataforma de lanzamiento, el artista conceptual principal, Dan Hoang, creó imágenes con personajes coloridos con forma de frijol corriendo en una carrera de obstáculos en el cielo. Tanton explicó que los diseños de personajes de Hoang ayudaron a cambiar el enfoque del juego de la carrera de obstáculos en sí, a los personajes. Con la plataforma de lanzamiento completa, Tanton presentó el juego a 10 editores diferentes en la Game Developers Conference de 2018. Después de que Devolver Digital accediera a publicar el juego, el desarrollo comenzó seis meses después.
Fall Guys: Ultimate Knockout comenzó su proceso de creación de prototipos inicial con un pequeño equipo, que creció a 30 personas durante el desarrollo.  El progreso inicial en minijuegos individuales fue lento, lo que hizo que el equipo se preocupara de que no hubiera suficiente contenido para el lanzamiento. Un punto de inflexión llegó cuando el equipo ideó un grupo de pilares que "sacaron las opiniones de la gente de la ocasión" y permitieron a los desarrolladores "matar las ideas más rápido". Tales pilares incluyen asegurarse de que un minijuego sea "50-50 caos y habilidad" y que un nivel tenga que ser "diferente cada vez". En un intento por permanecer fieles a los programas de juegos en los que se inspiraron, así como para diferenciarse de los juegos de batalla real de disparos en primera persona, el enfoque de Mediatonic estaba en la variedad de juegos. Al presentar al jugador varias rondas aleatorias de modos de juego, Mediatonic esperaba recrear la experiencia de estar en un programa de juegos.  Para ayudar a mantener el "espíritu de los juegos de recreo y programas de juegos", Mediatonic creó una regla interna de que los modos de juego debían explicarse en tres palabras.  Con el tiempo, el juego experimentó muchos otros cambios. El recuento de jugadores se redujo de 100 a 60, ya que los juegos "dejaron de ser legibles o divertidos" cuando había demasiados jugadores compitiendo. En cuanto al último punto, Mediatonic señaló que al probar el juego, los jugadores sobrestimarían el número de jugadores en un nivel dado, diciendo que "no necesitábamos tantos jugadores como pensamos para crear las multitudes que queríamos que incluyera el juego".
It's a Knockout, un programa de juegos que obligaba a sus concursantes a vestirse con trajes extragrandes, inspiró la idea de que los personajes deberían "tener ese elemento de ser completamente únicos, mal diseñados para la tarea que les íbamos a hacer". La física ragdoll se implementó a propósito, porque Mediatonic no quería que fueran como "personajes súper atléticos de Ninja Warrior" y porque "caerse es divertido". Según Walsh, lograr el equilibrio adecuado entre las divertidas colisiones de muñecos de trapo y el rendimiento del juego era fundamental, porque "tan pronto como pierdes la personalidad del muñeco de trapo, pierdes la comedia".
Fall Guys: Ultimate Knockout se anunció en el E3 en junio de 2019  y se lanzó el 4 de agosto de 2020 para Microsoft Windows y PlayStation 4.  Antes del lanzamiento, se anunció que Fall Guys: Ultimate Knockout sería gratuito para los miembros de PlayStation Plus durante el resto de agosto.
El 12 de agosto de 2020, Mediatonic había anunciado que su primera actualización importante llegaría al día siguiente, además de anunciar que se agregaría contenido adicional en el futuro.  Más tarde ese mes, Mediatonic reveló un avance de la segunda temporada de temática medieval en Gamescom. A mitad de la primera temporada, Mediatonic lanzó una nueva actualización, con subvariantes añadidas de minijuegos existentes, variando la jugabilidad de minijuegos seleccionados con obstáculos adicionales en el campo de juego. En la misma actualización, se implementó un sistema antitrampas en el juego, tomando prestado de un sistema antitrampas existente utilizado por el videojuego Fortnite Battle Royale de Epic Games.

## Jugabilidad

### Tipos de rondas
Los tipos de rondas son las rondas de carrera, caza, equipos, lógica, supervivencia o finales que se juegan en cada episodio. Con la actualización de Fall Guys que vino con la Temporada 2, ahora existen Shows, los cuales tienen diferentes rondas según el show que se elija.
Carreras: Las Rondas de carreras tienen como objetivo principal, llegar hasta la meta o en el caso de Montaña Majareta y Templo Perdido, hasta la corona.
Caza: Las Rondas de Caza se tratan de que los jugadores deben atrapar por su cuenta y sin equipos, determinados objetos para poder sobrevivir y clasificar.
Equipos: Las Rondas de Equipos son rondas en las cuales, se forman varios equipos de jugadores y deben cumplir determinada misión de la ronda en equipo.
Lógica: Las Rondas de Lógica se tratan de utilizar el cerebro y la memoria para poder clasificar.
Supervivencia: Las Rondas de supervivencia se basan en sobrevivir a la ronda hasta que el tiempo se termine o hasta que pierdan determinada cantidad de jugadores.
Alunvisibles: Las Rondas de Alunvisibles solo se encuentran en shows separarados de los shows principales (ejemplo: Dulces ladronuelos). En este tipo de ronda, los jugadores se dividen en 2 equipos. El objetivo del equipo azul es escabullirse del equipo amarillo para completar un objetivo dentro del límite de tiempo, mientras que el objetivo del equipo amarillo es evitarlo capturando a los miembros del equipo azul y enviándolos a la cárcel.
Final: Las Rondas Finales son la última ronda que se juega en un episodio, ya que en esta ronda se decide al ganador/ganadora.

## Clasificación
La clasificación es lo que le permite al jugador avanzar a la siguiente ronda, solamente un número determinado puede clasificar por ronda y determinando la cantidad de jugadores clasificados, las rondas serán diferentes y pueden llegar a ser muchas o pocas rondas.

### Medallas
Al clasificar se puede tener una determinada medalla. Dependiendo de cuantos jugadores llegaron antes o después de vos en una carrera o el desempeño en otro tipo de ronda, estas medallas pueden llegar a aumentar la cantidad de Kudos y experiencia de temporada que se reciban tras ganar o perder un episodio.

#### Medallas de carreras
- Oro - Primer lugar
- Plata - Top 20% de jugadores en el lobby
- Bronce - Top 50% de jugadores en el lobby
- Rosa: calificado, pero fuera del 50% superior
- Sin medalla - Eliminado

## Recompensa
- Kudos: Cuando se pierde o gana rondas, se consiguen Kudos. Estos son la moneda principal del juego aunque la cantidad de Kudos se puede aumentar si se gana más partidas y/o se clasifica en las mejores posiciones.
- Coronas: Cuando se gana una Ronda Final se ganara una corona. (Solamente se puede ganar una corona por victoria)
- Famas: Se consiguen dentro de las partidas, mientras en mejor posición quede el jugador dentro de las partidas, este obtendrá una puntuación de nivel de fama mayor.

## Recepción
Fall Guys: Ultimate Knockout recibió críticas "generalmente favorables", según el sitio web del agregador de reseñas Metacritic.
La revista Tom Wiggins of Stuff elogió el juego, llamándolo "Super Monkey Ball para la generación Fortnite". Mercury News elogió la jugabilidad de "caos controlado" de Fall Guys, afirmando que utiliza una combinación de los elementos del juego battle royale Fortnite y el juego de fiesta Mario Party de tal manera que "se adapta al coronavirus".
El fin de semana antes del lanzamiento durante una beta cerrada, Fall Guys se convirtió brevemente en el juego más visto en Twitch , así como en el sexto juego de Steam más vendido donde estaba disponible para pre-pedido.
Fall Guys se ha comparado con frecuencia con Among Us, ya que ambos son juegos party en línea que se hicieron muy populares durante la pandemia de coronavirus aunque este último lo está superando en visualizaciones.

### Ventas
A pocas horas de su estreno solo en PC, el juego ya contaba con más de 200 000 espectadores en la plataforma de streaming, Twitch. Además, minutos después, los propios desarrolladores, dijeron que el videojuego ya contaba con alrededor de más de 120 000 jugadores. Y después de 24 horas, ya contaba con más de 1 500 000 usuarios.
Dentro de las 24 horas posteriores al lanzamiento, el juego había atraído a más de 1,5 millones de jugadores. El 10 de agosto de 2020, Devolver Digital anunció que el juego había vendido 2 millones de copias en Steam. Durante el primer día de lanzamiento, se informó que los servidores de Fall Guys: Ultimate Knockout se desbordaron inesperadamente debido a la popularidad.
La popularidad del juego hizo que varias marcas expresaran interés en colaborar con Mediatronic en la creación de contenido personalizado para el juego. Poco después de la liberación, Mediatronic anunció una recaudación de fondos por el cual la marca que donó la mayor cantidad de dinero a la caridad SpecialEffect tendría su custom skin en el juego.
Hasta el 26 de agosto de 2020, Fall Guys ha vendido más de 7 millones de copias en Steam y se ha convertido en el juego de PS Plus mensual más descargado de todos los tiempos. Según la firma Superdata, los ingresos digitales del juego para PC en su primer mes ascendieron a 185 millones, lo que lo convierte en el mayor lanzamiento en esa plataforma desde Overwatch según esas métricas. Varios medios continuarían describiendo la popularidad del juego como un "fenómeno".
El 24 de junio de 2022 fue lanzado gratis en la Epic Store solo por ese día. El 12 de mayo de 2022, dicha desarrolladora anunció su salida permanente gratis para todos los dispositivos, y su llegada a Xbox One, PS5 y Nintendo Switch el 21 de junio de 2022. 

### Premios
| Año  | Premio               | Categoría                      | Resultado | Ref    |
| ---- | -------------------- | ------------------------------ | --------- | ------ |
| 2020 | The Game Awards 2020 | Mejor juego independiente      | Nominado  | [ 53 ] |
| 2020 | The Game Awards 2020 | Mejor soporte a la comunidad   | Ganador   | [ 53 ] |
| 2020 | The Game Awards 2020 | Mejor juego de acción/aventura | Nominado  | [ 53 ] |
| 2020 | The Game Awards 2020 | Mejor juego familiar           | Nominado  | [ 53 ] |